# Die Töchter des Eichmeisters
Die Töchter des Eichmeisters ist ein deutsches Stummfilmmelodram aus dem Jahre 1916 von Joseph Delmont mit Theodor Burghardt in der Titelrolle des Eichmeisters und Else Roscher in einer Doppelrolle.

## Handlung
Der Grinzinger Eichmeister Waldberg hat mit Sophie eine noch sehr junge Ehefrau, die ihm zwei sehr ähnlich sehende Kinder, Rosa und Marie, geboren hat. Die jüngere der beiden, Rosa, ist dem Eichmeister besonders ans Herz gewachsen. Die beiden Mädchen sind sehr unterschiedlich geraten. Während Rosa laut und fröhlich und sehr extrovertiert ist, sorgt die stillere, in sich gekehrte Marie für viel Freude, denn sie liefert in der Schule stets gute Noten ab und will ihren Eltern immer eine gute Tochter sein, auf die man stolz ist. Instinktiv fühlt Marie, dass ihr Vater sich mehr zu Rosa hingezogen fühlt, und tauscht deshalb eines Tages sogar die Schulnoten aus, um dem Vater die Enttäuschung zu ersparen, dass sein Liebling Rosa in der Schule nur schwache Leistungen bringt. Doch auch dies bringt den Vater mit seiner älteren Tochter nicht näher zusammen.
Die Jahre vergehen, und die beiden Mädchen sind zu jungen, attraktiven Frauen herangereift. Marie hat in dem Schreiber Ignaz Fischer sogar ihren ersten Verehrer gefunden. Er will, zu Maries großer Freude, bei ihrem Vater um ihre Hand bitten. Rosa wiederum hat in einem feschen Förster einen romantischen Verehrer gefunden. Unbekümmert wie sie ist, lässt sich Rosa auch von einem anderen Mann hofieren, einem stürmischen Winzersohn, der sogleich auf dem Kirchweihfest in Anwesenheit aller Honoratioren um Rosas Hand bittet. Freudestrahlend nimmt sie an, führt aber nichtsdestotrotz ihr Techtelmechtel mit dem Förster fort. Als sie schwanger wird, gesteht sie dies dem Förster, der aber nicht so reagiert, wie sie erhofft hat. Auch ihre Mutter hat kein Verständnis für Rosas Fehlverhalten angesichts der Tatsache, dass sie ja bereits de facto mit dem Sohn des Winzers verlobt ist. Der Rosa vergötternde Vater darf davon keinesfalls erfahren, ist er derzeit eh schon gesundheitlich angeschlagen und muss das Bett hüten. Als er wieder genesen ist, wird der Eichmeister dazu überredet, seine beiden Töchter vorübergehend zu einer Tante reisen zu lassen, wo Rosa heimlich ihr Baby zur Welt bringt. Und wieder wirft sich Marie für Rosa in die Bresche und behauptet dem Vater, dessen Liebe sie so sehr begehrt, gegenüber, dass sie die Mutter des kleinen Würmchens ist, um dem Alten die Enttäuschung über Rosa zu ersparen. Rosa kehrt zu ihrem flatterhaften Leben zurück, während Marie, die nun als Kindesmutter gilt, sich ganz der Erziehung des Kleinen hingibt.
Weitere zwölf Jahre sind vergangen. Die Behörden haben Kenntnis von den „unmoralischen“ Vorgängen im Haus des Eichmeisters Kenntnis erlangt und daraufhin den staatlich angestellten Eichmeister entlassen. Dies trifft den prinzipientreuen Alten wie ein Schlag, von dem er sich nicht mehr erholt. Im Sterben liegend, verlangt der Eichmeister noch einmal nach seiner Lieblingstochter Rosa. Doch die kommt zu spät. Marie leidet unendlich am Tod des Vaters und erlebt am eigenen Leibe ein langsames Siechtum. Der sie behandelnde Arzt erkennt, dass seelische Gründe für die Verschlechterung ihres Gesundheitszustandes ausschlaggebend sind. Frau Waldberg überzeugt Rosa davon, dass sie zu Ignaz Fischer, Maries Liebstem, gehen und diesem beichten müsse, dass Marie nicht fremdgegangen sei und Maries angebliches Kind in Wahrheit ihr eigenes sei. Daraufhin kommt es zwischen dem Schreiber und seiner großen Liebe zur heilenden Aussprache, die Marie langsam wieder genesen lässt. Nun endlich kann diese kleine dreiköpfige Familie ein spätes Glück ohne Heimlichkeiten, Lügen und Betrug beginnen.

## Produktionsnotizen
Die Töchter des Eichmeisters passierte im August 1916 die Filmzensur und wurde bald darauf uraufgeführt. Der Vierakter (der in Österreich-Ungarn ab dem 13. April 1917 unter dem Titel Der Eichmeister von Grinzing lief) besaß eine Länge von 1315 Meter.
Die Musik wurde nach Vorlagen von Joseph Lanner und Franz Schubert gestaltet.

## Kritik
Die Kinematographische Rundschau befand: „Dieser Film löst in uns das Gefühl tief innerlicher Befriedigung aus. (…) Die Art und Weise, wie diese schlichte und doch so ans Herz greifende Handlung von hervorragend guten Schauspielern dargestellt wird, ist wirklich einzig und wird auf jeden tiefen und nachhaltigen Eindruck machen. Der Film spielt in der Alt-Wienerzeit, die Regie ist so gut geführt, daß man sich förmlich in die gute alte Zeit versetzt fühlt, was dem Bilde anheimelndes Gepräge gibt.“